# شنتارو كوكوبو
شنتارو كوكوبو (باليابانية: 國分 伸太郎) (31 أغسطس 1994 في أوكاياما في اليابان – )؛ هو لاعب كرة قدم سابق كان يلعب كلاعب وسط.

## وصلات خارجية
- شنتارو كوكوبو على موقع رابطة كرة القدم اليابانية للمحترفين (اليابانية)
- شنتارو كوكوبو على موقع قاعدة بيانات كرة القدم.إي يو (الإنجليزية)
- شنتارو كوكوبو على موقع Soccerway.com (الإنجليزية)
- شنتارو كوكوبو على موقع عالم كرة القدم.نت (الإنجليزية)